# Flavius Orestes
Flavius Orestes (? - 476) là một vị tướng La Mã và chính trị gia gốc German đã nhanh chóng kiểm soát phần còn lại của Đế quốc Tây La Mã vào năm 475-476. Ngoài ra ông còn là cha của vị Hoàng đế Tây La Mã cuối cùng Romulus Augustulus.

## Tiểu sử

### Thiếu thời
Sinh ra trong một gia đình quý tộc ở Pannonia Savia với chút gốc gác German. Ông là con trai của Tatulus, một người ngoại đạo và là con rể của Romulus, người từng giũ chức comes ở Đế quốc Tây La Mã. Sau khi vùng Pannonia được nhượng lại cho Attila rợ Hun, Orestes đã sớm theo về phụng sự dưới trướng của Attila rồi dần dần leo lên tới hàng đại thần (notarius) vào năm 449 và 452. Năm 449 Orestes hai lần được Attila phái cử đến Constantinopolis làm sứ giả tại triều của Hoàng đế Theodosius II.

### Cầm quyền
Năm 475, Orestes được Hoàng đế Tây La Mã Julius Nepos bổ nhiệm làm Đại tướng quân (magister militum) và quý tộc (patricius). Điều này đã được chứng minh là một phần sai lầm của Nepos. Đến ngày 28 tháng 8 năm 475, Orestes đang lãnh đạo các đạo quân foederati mới chiêu mộ đã bất ngờ chiếm quyền kiểm soát chính phủ ở Ravenna, vốn là thủ đô trên thực tế của Đế quốc Tây La Mã kể từ năm 402. Julius Nepos chẳng những không kháng cự mà còn chạy trốn tới Dalmatia rồi tiếp tục trị vì ở đây cho tới khi bị ám sát vào năm 480. Nhân cơ hội Nepos bỏ trốn và ngôi vị đang bỏ trống, Orestes đã phong cho đứa con của mình Romulus làm Augustus, do đó vị Hoàng đế Tây La Mã cuối cùng đước biết đến với cái tên Romulus Augustulus có nghĩa là "tiểu Augustus" lên ngôi chỉ mới có 12 tuổi.
Chính quyền mới đã không được cả hai vị Hoàng đế Đông La Mã là Zeno và Basiliscus công nhận, vì họ vẫn còn coi Julius Nepos là người đồng cấp hợp pháp trong chính quyền của đế chế. Nhưng khi họ tham gia vào một cuộc nội chiến với nhau, thì cả hai vị hoàng đế đều chuẩn bị binh mã để thảo phạt kẻ cướp ngôi hòng khôi phục lại Đế quốc Tây La Mã như xưa. Sau khi ổn định tình hình, Orestes đã hào phóng cho phát hành đồng tiền xu solidi mới trong các sở đúc tiền ở Arles, Milano, Ravenna và Roma, cho phép ông trả lương cho những lính đánh thuê man tộc vốn khá phổ biến trong quân đội La Mã vào thời ấy.

### Thất bại
Tuy nhiên Orestes lại từ chối yêu cầu được cấp đất đai ở Ý cho việc định cư của những lính đánh thuê người Heruli, Sciri và Torcilingi. Trước khi ông lật đổ Nepos, viên tướng La Mã đã hứa hẹn sẽ ban cho các binh sĩ man tộc của mình một phần ba lãnh thổ Ý để đổi lấy sự ủng hộ phế truất hoàng đế của họ. Thế nhưng sau khi nắm quyền thì Orestes lại lật lọng không thực hiện đúng lời hứa của mình, khiến đám lính đánh thuê bất mãn đã tiến hành binh biến dưới sự lãnh đạo của viên thủ lĩnh người German Odoacer, rồi ông được binh sĩ tôn làm vua nước Ý vào ngày 23 tháng 8 năm 476. Odoacer liền dẫn quân trở giáo chống lại chủ cũ, tàn phá các thị trấn và ngôi làng ở miền bắc nước Ý mà gặp rất ít kháng cự. Orestes bèn cùng vài người tùy tùng trốn sang thành phố Pavia và được viên giám mục thành phố che chở trong một thánh đường đằng sau dãy tường thành. Dù được sự bảo vệ của viên giám mục thành Pavia, Orestes đã buộc phải chạy trốn lần nữa để bảo toàn tính mạng của mình khi Odoacer và quân của ông chọc thủng tuyến phòng thủ thành phố và tràn vào phá hủy nhà thờ, cướp hết số tiền mà vị giám mục quyên góp được cho người nghèo và san bằng nhiều công trình trong thành phố thành đống đổ nát.

### Cái chết
Sau khi thoát khỏi thành phố Pavia, Orestes đã tập hợp một vài đơn vị còn sót lại của quân đội Tây La Mã đóng quân ở miền bắc nước Ý và điều động số quân nhỏ bé của ông đến thành phố Piacenza. Lực lượng của Odoacer và Orestes cuối cùng cũng gặp nhau trên chiến trường, thế nhưng viên tướng La Mã chẳng có kinh nghiệm quân sự và đội quân triều đình vốn đã ít ỏi và thưa thớt mà lại vô tổ chức và thiếu chuẩn bị, khiến họ không thể nào đương đầu nổi sự hiếu chiến và tàn bạo từ đội quân lính đánh thuê của Odoacer. Thế nên phần lớn quân Tây La Mã của Orestes đều thảm bại và bị giết gần hết, riêng ông thì bị bắt và xử tử gần thành phố vào ngày 28 tháng 8 năm 476. Chỉ trong vài tuần, Odoacer đã chiếm được Ravenna và mau chóng phế truất Romulus Augustus. Đế quốc Tây La Mã chấm dứt kể từ đấy.
Nhà sử học Anh thế kỷ 18 Edward Gibbon đã gán ghép ý nghĩa quan trọng cho sự kiện này là do nguồn gốc ngoại tộc của Odoacer. Đoạn mô tả lãng mạn của Gibbon về sự kiện đánh dấu sự sụp đổ của Đế quốc Tây La Mã vào năm 476 đã để lại tầm ảnh hưởng lớn trong hai thế kỷ nhưng cũng khiến giới học giả đương đại phải nghi ngờ về luận điểm này. Tuy nhiên sự kiện Odoacer trừ diệt Orestes và phế truất con trai ông vẫn thường được giới sử học chính thống dùng để phân ranh giới cho sự chuyển đổi từ thời Cổ Điển sang thời Trung Cổ.

## Ảnh hưởng văn hóa
- Orestes do Andrew Pleavin đóng trong bộ phim truyền hình ngắn tập năm 2001 Attila, chủ yếu mô tả thời kỳ ông phục vụ vị vua người Hun này.
- Nhân vật Orestes do Iain Glen đóng vai trong bộ phim lịch sử hư cấu năm 2007 The Last Legion, phim khắc họa các nhân vật lịch sử trong thời gian ông cầm quyền ở Roma, mặc dù bộ phim bị trệch hướng khá nhiều so với những ghi chép trong lịch sử của những sự kiện này.
- Orestes được miêu tả là nhân vật phản diện chính trong cuốn tiểu thuyết The Fall of Rome (thành Roma sụp đổ) của nhà văn Michael Curtis Ford.